# Santo Antônio do Leste
Santo Antônio do Leste – miasto i gmina w Brazylii, w stanie Mato Grosso.